# Gábos Márta
Gábos Márta (Székelyudvarhely, 1936. június 23. – 2020. augusztus 15.) romániai magyar biológus, egyetemi docens, Gábos Lajos felesége.

## Életpályája
Középiskolai tanulmányait Székelyudvarhelyen végezte (1953), a Bolyai Tudományegyetem biológia–kémia szakán szerzett tanári oklevelet (1957). Doktori értekezésének tárgyát az összehasonlító endokrinológia köréből vette (1974).
1958–61 között gyakornok a BBTE Kémia Karának Kémia-Fizika Katedráján, majd 1968-ig a BBTE Biológia-Földrajz-Geológia Karának Állatéletttani Tanszékén gyakornok. 1990-ig tanársegéd, ’93-ig adjunktus, majd 1996-os nyugdíjbavonulásáig docens ugyanott. 1996-tól 2009-ig a BBTE Pszighológia és Neveléstudományok Kara Alkalmazott Pszichológia Tanszékének docense.
Szaktanulmányai egyetemi és szakfolyóiratokban jelennek meg román, német, angol nyelven Kolozsvárt, Bukarestben és külföldön. Kutatási területe a halak pajzsmirigye és belső elválasztású mirigyeik kölcsönhatása (hidrobiológia).
Szakellenőre a Vita sexualis című tudománynépszerűsítő könyvnek (1974), a magyar nyelvű biológiai tankönyvek lektora (1979–80), az Anatomia omului pentru studenți străini című tankönyv (1982) és a Biológiai kislexikon társszerzője.